# Stepnjak (ort i Kazakstan)
Stepnjak (ryska: Степняк) är en ort i Kazakstan.   Den ligger i oblystet Aqmola, i den norra delen av landet, 190 km norr om huvudstaden Astana. Stepnjak ligger 366 meter över havet och antalet invånare är 4 928.
Terrängen runt Stepnjak är platt. Runt Stepnjak är det mycket glesbefolkat, med 5 invånare per kvadratkilometer. Det finns inga andra samhällen i närheten. Trakten runt Stepnjak består i huvudsak av gräsmarker.